# Eciton burchellii
Eciton burchelli Westwood, 1842 è una formica legionaria appartenente alla sottofamiglia Dorylinae, diffusa in America centrale e meridionale.

## Descrizione
Le operaie di questa specie sono caratterizzate da un torace relativamente corto, presentante un pronoto rialzato rispetto all'epinoto, e da un addome ovale di dimensioni ridotte, che presenta un pungiglione sull'estremità posteriore. Come le altre specie del genere Eciton, E. burchelli presenta un polimorfismo nella popolazione delle operaie. Gli occhi composti sono piccoli e poco sviluppati. Le mandibole, ampie ed allungate, sono distaccate fra loro e dall'apparato boccale, mentre le antenne, lunghe e spesse, sono costituite da 11 funicoli.
Nelle operaie la colorazione del corpo è nera sul capo e sul torace e gialla sull'addome, mentre nei soldati, caratterizzati da una testa sferiforme e da mandibole particolarmente sviluppate, è interamente gialla. Gli esemplari operai ed i soldati di Eciton burchelli, inoltre, hanno una lunghezza variabile da 2 a 15 millimetri, mentre le regine, di colorazione bruna e caratterizzate da un addome affusolato, sono lunghe all'incirca 2 centimetri.

## Biologia
Le colonie di Eciton burchelli, costituite da 300.000 a 700.000 esemplari adulti, alternano lunghi periodi di migrazione a fasi in cui risiedono in nidi temporanei.

### Fase sedentaria
Durante la fase sedentaria, le operaie costruiscono il nido generalmente all'interno delle teche poste alla base del tronco degli alberi, mentre le regine cominciano a deporre le uova. I nidi, che prendono il nome di "bivacchi", sono interamente fatti di operaie: queste si accatastano e si organizzano in ammassi tenendosi unite per le zampe. La regina depone fino a 300.000 uova nel periodo sedentario. Quando le uova deposte dalla regina, che si trova all'interno del bivacco, si sviluppano in esemplari adulti, la colonia abbandona il nido ed entra in una fase nomade, durante la quale si sposta continuamente da un luogo all'altro in cerca di cibo.

### Fase nomade
Nella fase di migrazione, la colonia di E. burchelli si organizza in varie colonne di operaie, protette ai lati da soldati specializzati, mentre la regina viene costantemente protetta da un gruppo di esemplari operai che le salgono sul corpo. Le larve e le pupe non ancora sviluppatesi in insetti adulti vengono trasportate fra le mandibole dalle operaie di minori dimensioni. Le colonne di operaie possono superare, in lunghezza, i 50 metri, e spostarsi per 90 metri al giorno. Nella fase migratoria, le colonie di E. burchelli sono in continua predazione: gli artropodi e i piccoli vertebrati catturati durante il percorso vengono punti dalle operaie in modo da paralizzarli e vengono poi mangiati. Nel periodo di migrazione, una colonia di E. burchelli può arrivare ad uccidere più di 90.000 artropodi in un solo giorno ed a consumare circa 40 grammi di cibo per ciascun esemplare.

### Organizzazione sociale
Le colonie di E. burchelli vantano una buona organizzazione. Le operaie formano colonne sul terreno poiché seguono le tracce di feromoni rilasciate dagli esemplari operai nelle prime file. In presenza di ostacoli, quali, ad esempio, fosse nel terreno o corsi d'acqua, le operaie specializzate formano ponti sospesi accatastandosi l'una sull'altra in modo da consentire al resto della colonia di attraversare indenne l'ostacolo. Quando il percorso della colonia viene ostacolato da pareti rocciose ripide, alcune operaie salgono sulle rocce e restano aggrappate in modo da consentire alle proprie compagne di scalare la parete più facilmente, fungendo da veri e propri gradini.
In laboratorio, è stato dimostrato il compito di alcune operaie nel rimediare agli ostacoli nel seguente esperimento: una colonia tenuta in cattività è stata indotta a percorrere un tragitto artificiale costituito da una lastra di legno sospesa presentante fori delle dimensioni delle formiche; per facilitare il passaggio al resto della colonia, alcuni esemplari operai hanno ricoperto i fori con i loro corpi, in modo da non far precipitare le compagne nei buchi. Una volta terminato il passaggio della colonia, le operaie sui fori lasciavano il buco e seguivano le compagne.

### Altre specie dipendenti da questa
L'entomologo Carl Rettenmeyer esperto mondiale della specie, ha censito 557 specie di animali associate a queste formiche delle quali 300 specie dipendono da esse, ciò rappresenta il più grande insieme conosciuto di animali dipendente da una singola specie da cui deriva la sua importanza ecologica.